# Jason Biggs
Jason Matthew Biggs (født 12. maj 1978 i Pompton Plains, New Jersey) er en amerikansk skuespiller, der er mest kendt for sin rolle som Jim Levenstein i American Pie-trilogien. I 2013 medvirkede han også i Orange Is the New Black, som er en velmodtaget serie fra Netflix.